# Otusz (przystanek kolejowy)
Otusz – przystanek kolejowy w województwie wielkopolskim, w Polsce.

## Ruch pasażerski[1]
| Rok  | Wymiana pasażerska na dobę |
| ---- | -------------------------- |
| 2017 | 200-299                    |
| 2018 | 300-499                    |
| 2019 | 300-499                    |
| 2020 | 300-499                    |
| 2021 | 200-299                    |
| 2022 | 200-299                    |
| 2023 | 300-499                    |

## Nazwa i lokalizacja
Nazwa stacji jest myląca, ponieważ stacja leży na terenie miejscowości Skrzynki; Otusz znajduje się ok. 2 km na północny zachód. Jest to stacja pasażerska. Można bezpośrednio dojechać do większych miast, jak: Zbąszynek, Frankfurt nad Odrą, Poznań, Zielona Góra, Konin czy Szczecin. Kasy zostały zamknięte w lutym 2007 roku na czas nieokreślony; od tamtego czasu pasażerowie mogą kupić bilet u kierownika pociągu bez dodatkowej dopłaty.

## Turystyka
Na dworcu swój koniec ma  Szlak turystyczny Iłowiec - Otusz